# Aurélio Viana
Aurélio Viana da Cunha Lima (Rio Largo, 9 de junho de 1914 – Brasília, 21 de março de 2003) foi um industriário, advogado, professor e político brasileiro que fez carreira em Alagoas e na Guanabara.

## Biografia
Filho de José Viana da Cunha Lima e Maria Pinheiro Viana da Cunha Lima, Aurélio nasceu num distrito de Rio Largo chamado Santa Luzia do Norte, que se emanciparia décadas depois. Industriário, trabalhou junto ao Instituto de Aposentadorias e Pensões dos Industriários (IAPI) e se formou advogado pela Universidade Federal de Alagoas e licenciado em geografia e história pela Universidade Católica de Pernambuco.
Iniciou sua carreira política pela União Democrática Nacional (UDN), sendo eleito deputado estadual em 1947 e 1950. Anos depois ingressou no Partido Socialista Brasileiro (PSB), quando se elegeu deputado federal em 1954 e 1958.
Após transferir seu domicílio eleitoral para o estado da Guanabara foi eleito senador em 1962. Com a tomada do poder pelo regime militar de 1964, optou pelo Movimento Democrático Brasileiro (MDB) e liderou sua bancada. Em 1970 disputou a reeleição por Alagoas, mas foi derrotado. Encerrado o seu mandato permaneceu como representante da Universidade Federal de Alagoas junto ao Ministério da Educação.